# Jolanta Itrich-Drabarek
Jolanta Maria Itrich-Drabarek (ur. 1961) – politolog, profesor nauk społecznych, profesor zwyczajna Uniwersytetu Warszawskiego, prodziekan ds. rozwoju Wydziału Nauk Politycznych i Studiów Międzynarodowych UW, dyrektor Warszawskiego Instytutu Technologicznego działającego w ramach Sieci Badawczej Łukasiewicz

## Życiorys
Absolwentka Liceum Ogólnokształcącego im. H. Derdowskiego w Kartuzach. W 1986 ukończyła studia na Wydziale Dziennikarstwa i Nauk Politycznych Uniwersytetu Warszawskiego. W 1990 uzyskała stopień doktora nauk humanistycznych w Akademii Nauk Społecznych przy KC PZPR na podstawie pracy Państwo w myśli politycznej ruchu socjalistycznego w latach 1939–1948 (promotor Benon Dymek).
W latach 1990–1998 pracowała w Polskiej Akademii Nauk w Instytucie Studiów Politycznych. W latach 1998–2003 pracowała na Uniwersytecie w Białymstoku. Była kierowniczką podyplomowych studiów w Instytucie Nauk Politycznych UW: Podyplomowe Studia Nauk Politycznych, Podyplomowe Studia Bezpieczeństwo Wewnętrzne, Marketing w sferze publicznej, Edukacja dla Bezpieczeństwa.
W wyborach parlamentarnych w 1993 bez powodzenia ubiegała się o mandat poselski z listy Polskiego Stronnictwa Ludowego w okręgu warszawskim (otrzymała 591 głosów). Pracowała w administracji publicznej m.in. od 1995 do 1996 jako doradczyni Prezesa Rady Ministrów Józefa Oleksego, od 1996 do 1998 jako wicedyrektorka Biura Spraw Społecznych w kancelarii prezydenta Aleksandra Kwaśniewskiego, a od 2003 do 2004 jako szef doradców Ministra Rolnictwa i Rozwoju Wsi Wojciecha Olejniczaka. Członkini Rady Służby Cywilnej w latach 2012–2016.
W 2010 habilitowała się w zakresie nauk politycznych, przedstawiając dzieło Uwarunkowania, standardy i kierunki zmian funkcjonowania służby cywilnej w Polsce na tle europejskim. W 2013 mianowano ją profesor nadzwyczajną UW, a w 2018 zwyczajnym. Wraz z początkiem roku akademickiego 2016/2017 została dyrektorką Centrum Studiów Samorządu Terytorialnego i Rozwoju Lokalnego UW. Członkini rady naukowej „Rocznika Administracji Publicznej”. 18 października 2018 otrzymała tytuł naukowy profesora w zakresie nauk społecznych.
W 2019 została członkinią Rady Doskonałości Naukowej I kadencji. W 2020 została powołana na prodziekana ds. rozwoju Wydział Nauk Politycznych i Studiów Międzynarodowych Uniwersytetu Warszawskiego. W kwietniu 2021 została powołana do Komitetu Nauk Politycznych Polskiej Akademii Nauk. 
5 czerwca 2024 powołana na stanowisko p.o. dyrektora , a następnie dyrektora Warszawskiego Instytutu Technologicznego działającego w ramach Sieci Badawczej Łukasiewicz. W tym samym okresie zrezygnowała z ubiegania się o stanowisko dziekana Wydziału Nauk Politycznych i Studiów Międzynarodowych na UW.

## Zainteresowania badawcze
- służba cywilna
- etyka sfery publicznej
- administracja publiczna
- etyka zawodowa funkcjonariuszy służb państwowych
- zarządzanie kadrami w administracji publicznej
- standaryzacja usług publicznych

## Dydaktyka
- Służba cywilna
- Kadry w administracji publicznej
- Samorząd terytorialny
- Administracja publiczna
- Administracja i polityka
- Etyka zawodowa administracji służb państwowych

## Wybrane publikacje
- Encyklopedia Bezpieczeństwa Narodowego, red. Jolanta Itrich-Drabarek, Andrzej Misiuk, Szymon Mitkow, Patrycja Bryczek-Wróbel, Elipsa, Warszawa 2023 (dostępna również w wersji elektronicznej).
- Problem bezpieczeństwa w wybranych polskich konstytucjach, A.Misiuk, M Jurgilewicz, J Itrich-Drabarek, Przegląd Prawa Konstytucyjnego 2021 nr 4
- Encyklopedia Bezpieczeństwa Wewnętrznego, red. A.Misiuk, J.Itrich-Drabarek, M. Opała Dobrowolska, Warszawa 2021
- With P. Kisiel, Populism in the Visegrád Group Countries, in: Public Administration in Central Europe: Ideas as Causes of Reforms, ed. S. Mazur. Routledge, London, New York 2020
- Management of The Police Officers Training System and the Effectiveness of Internal Security, M Lorek, T Piecuch, J Itrich-Drabarek, M Minkina Journal of Security & Sustainability Issues 9 (4)
- Etyka zawodowa funkcjonariuszy służb państwowych, Difin, Warszawa 2019, wyd. II
- Encyclopedia of Public Administration, Elipsa, Warszawa 2019
- Encyklopedia administracji publicznej, Elipsa, Warszawa 2018 (dostępna również w wersji elektronicznej)
- The Transformations of the Civil Service in Poland in Comparison with International Experience, edited by Jolanta Itrich-Drabarek, Stanisław Mazur and Justyna Wiśniewska-Grzelak, Peter Lang 2018
- Etyka sfery publicznej, Elipsa, Warszawa 2017
- Etyka zawodowa funkcjonariuszy służb państwowych, Difin, Warszawa 2016
- The Civil Service in Poland – Theory and Experience, Frankfurt am Main 2015
- Samorząd terytorialny w Polsce – reforma czy kontynuacja?, Warszawa 2015, Wstęp i redakcja
- Rola i zadania kadr administracji samorządowej w Polsce na tle europejskim, w: Polski samorząd terytorialny. Europejskie standardy i krajowa specyfika, pod red. A. Lutrzykowskiego, Toruń 2014
- Problem etyki w państwie demokratycznym, w: Demokratyczne i niedemokratyczne reżimy polityczne, pod red. J. Otto, Warszawa 2014
- Służba cywilna w europejskim modelu samorządu lokalnego, w: Europejskie modele samorządu terytorialnego. Stan obecny i perspektywy, pod red. J. Wojnickiego, Warszawa 2014
- The civil service in Central and Eastern Europe, Służba cywilna w Europie-Środkowo-Wschodniej, wydawnictwo dwujęzyczne, Warszawa 2013, s. 286
- Służba cywilna – koncepcje i praktyka, Warszawa 2012, s. 200
- The Legal Foundations and the Quality and Ethical Standard of the Polish Civil Servic, in: Civil service in Poland, red. J. Itrich-Drabarek, K. Mroczka, Ł. Świetlikowski, Warszawa 2012
- Etyka w administracji i w życiu zawodowym, w: Etyka w życiu publicznym, red. S. Sowiński, Warszawa 2012
- Dysfunkcje etyczne w życiu publicznym, w: Etyka w życiu publicznym, red. S. Sowiński, Warszawa 2012
- Ramy prawne, standardy jakościowe i etyczne polskiej służby cywilnej, w: Służba cywilna w Polsce, pod red. J. Itrich-Drabarek, K. Mroczka, Ł. Świetlikowski, Warszawa 2012;
- Kilka uwag na temat profesjonalizacji i polityzacji służby cywilnej, w: Demokratyczna modernizacja sfery publicznej, red. K.A. Wojtaszczyk, A. Mirska, Toruń 2012, ISBN 978-83-7780-470-4.
- Koncepcyjne i metodologiczne założenia badań nad administracją publiczną (na przykładzie służby cywilnej), „Przegląd Europejski”, Warszawa 2012, nr 1
- Ustrój terytorialny Polski, w: Polska i Ukraina, próba analizy systemu, pod red. S. Sulowski, M. Prymusz, N. Minenkowa, B. Zdaniuk Warszawa 2011
- Partnerstwo trójsektorowe na poziomie lokalnym, „Studia Politologiczne”, T. 20, Warszawa 2011
- Uwarunkowania, standardy i kierunki zmian funkcjonowania służby cywilnej w Polsce na tle europejskim. Warszawa, 2010
- Służba cywilna w państwach naddunajskich, w: Państwa naddunajskie a Unia Europejska, pod red. D. Popławskiego, Warszawa 2010
- Status urzędnika w XX-wiecznej Polsce: zarys problemu, w: Społeczeństwo i Polityka, Pułtusk 2009, nr 4
- Służba cywilna w mniejszych państwach Europy, w: Małe państwa Europy – specyfika systemu politycznego i aktywności międzynarodowej, pod red. D. Popławski, Warszawa 2009, s. 115–133
- Jakość i przejrzystość w administracji publicznej a prawo dostępu obywateli do informacji, [w:] Administracje publiczne w Europie – stan obecny i wyzwania przyszłości, „Prace i materiały ISM”, SGH, Warszawa 2006, nr 34
- Poland’s Civil Service at the Local Government Level: Facts and Myths, „The Polish Yearbook of the Civil Service”, 2005
- Legitymizacja władzy a prawo dostępu do informacji o działalności administracji publicznej w państwach i instytucjach Unii Europejskiej, [w:] Dostosowanie polskiej administracji do członkostwa w Unii Europejskiej, red. nauk. A. Nowak-Far, Warszawa 2005
- Reforma administracji publicznej w wybranych państwach demokratycznych na przełomie XX i XXI wieku. Rewolucja menedżerów w sektorze publicznym? „Świat i Polityka” 2002, nr ¾, s. 159–170
- Związek Młodzieży Wiejskiej 1928–1998. Idee ruchu młodowiejskiego, Warszawa 1998
- Oblicza lewicy. Losy idei i ludzi, pod red. J. Itrich-Drabarek, J. Kancewicz, I. Koberdowa, Warszawa 1992
- Socjalistyczny humanizm w myśli Polskiej Partii Socjalistycznej w latach 1944–1948, Warszawa 1989